# Gryllomimus perfectus
Gryllomimus perfectus är en insektsart som beskrevs av Andrej Vasiljevitj Gorochov 1986. Gryllomimus perfectus ingår i släktet Gryllomimus och familjen syrsor. Inga underarter finns listade i Catalogue of Life.